# Eugerdella ordinaria
Eugerdella ordinaria är en kräftdjursart som beskrevs av Boris Vladimirovich Mezhov 1986. Eugerdella ordinaria ingår i släktet Eugerdella och familjen Desmosomatidae. Inga underarter finns listade i Catalogue of Life.